# Dispositivi di protezione individuale delle vie respiratorie
I dispositivi di protezione individuale delle vie respiratorie (o APVR) sono dispositivi di protezione individuale (DPI) utilizzati a protezione delle vie respiratorie. Essi servono a proteggere da sostanze o miscele aeriformi (gas, vapori, aerosol, polveri aerodisperse) potenzialmente nocive o in altri casi a permettere la normale respirazione quando la concentrazione di ossigeno non è compatibile con la salute e la sicurezza umana.

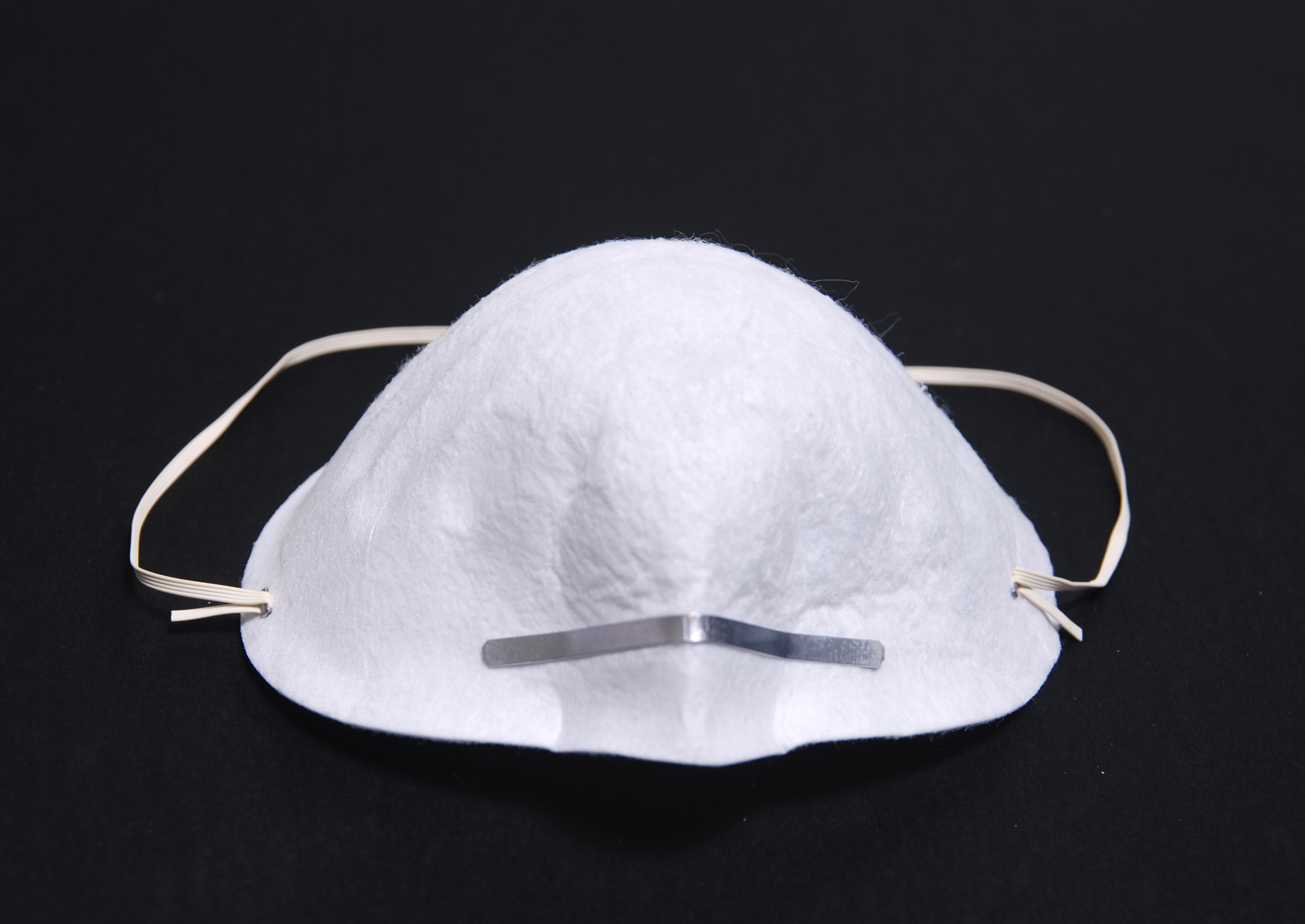
Mascherina
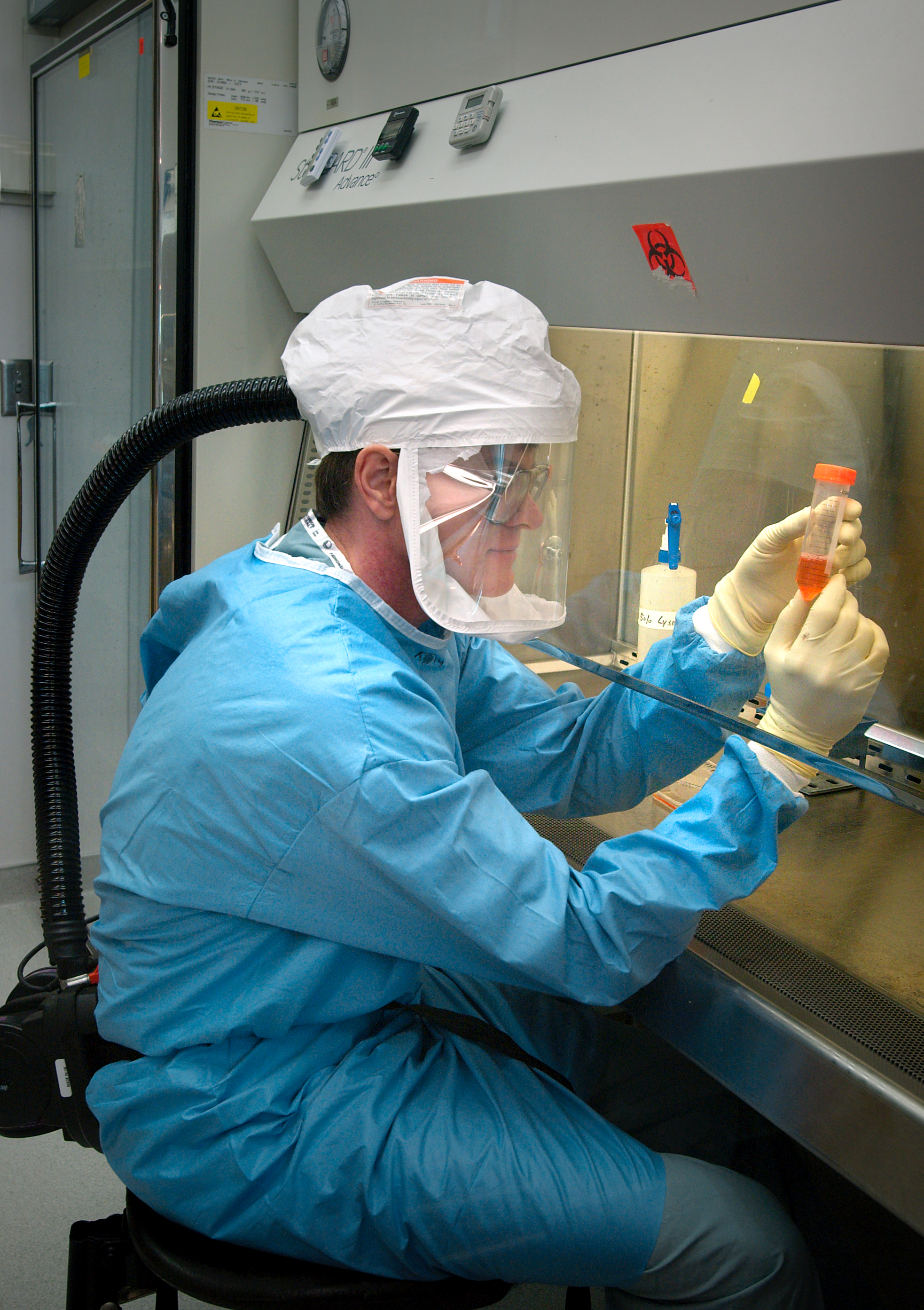
Visiera ventilata UNI EN 12491
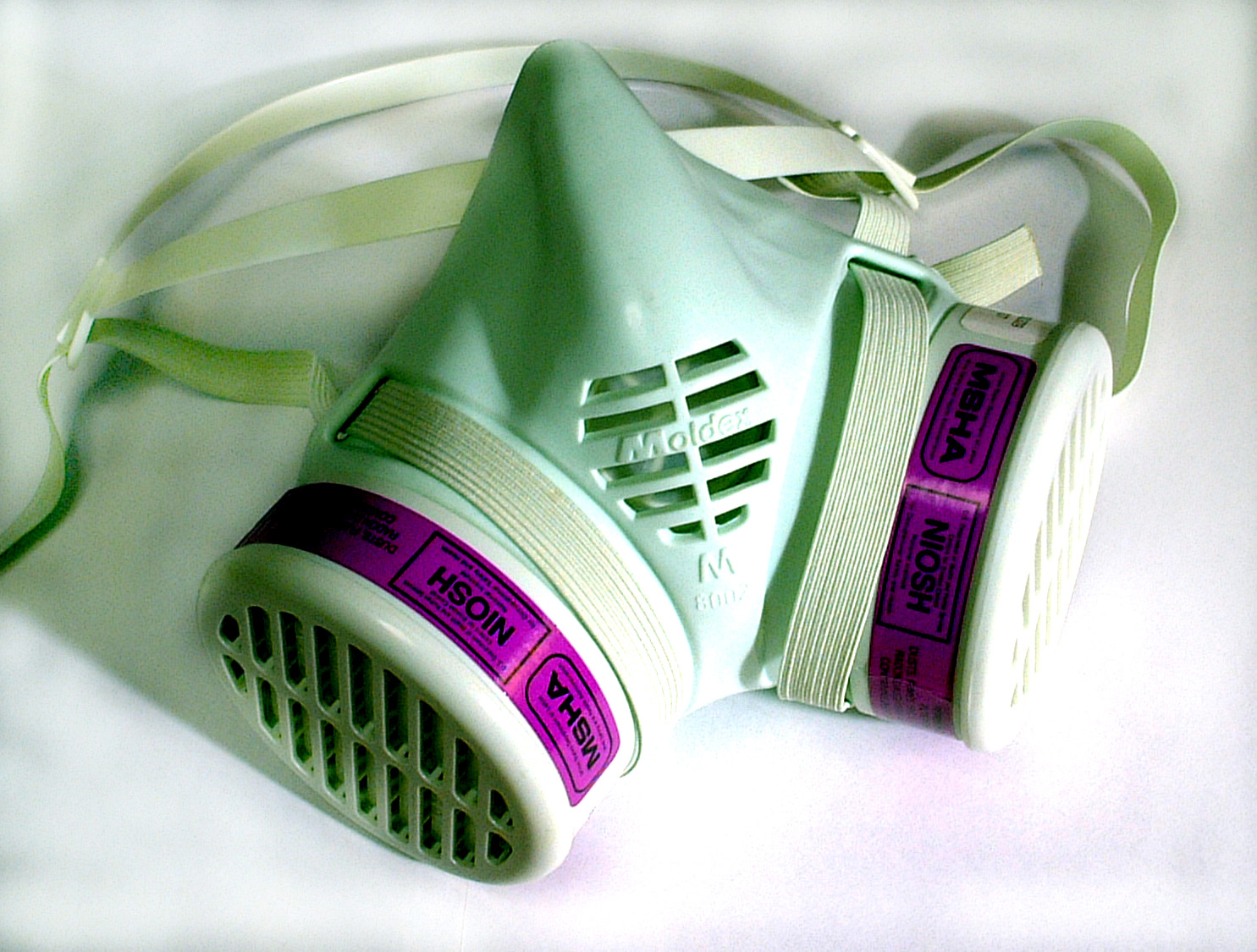
Semimaschera
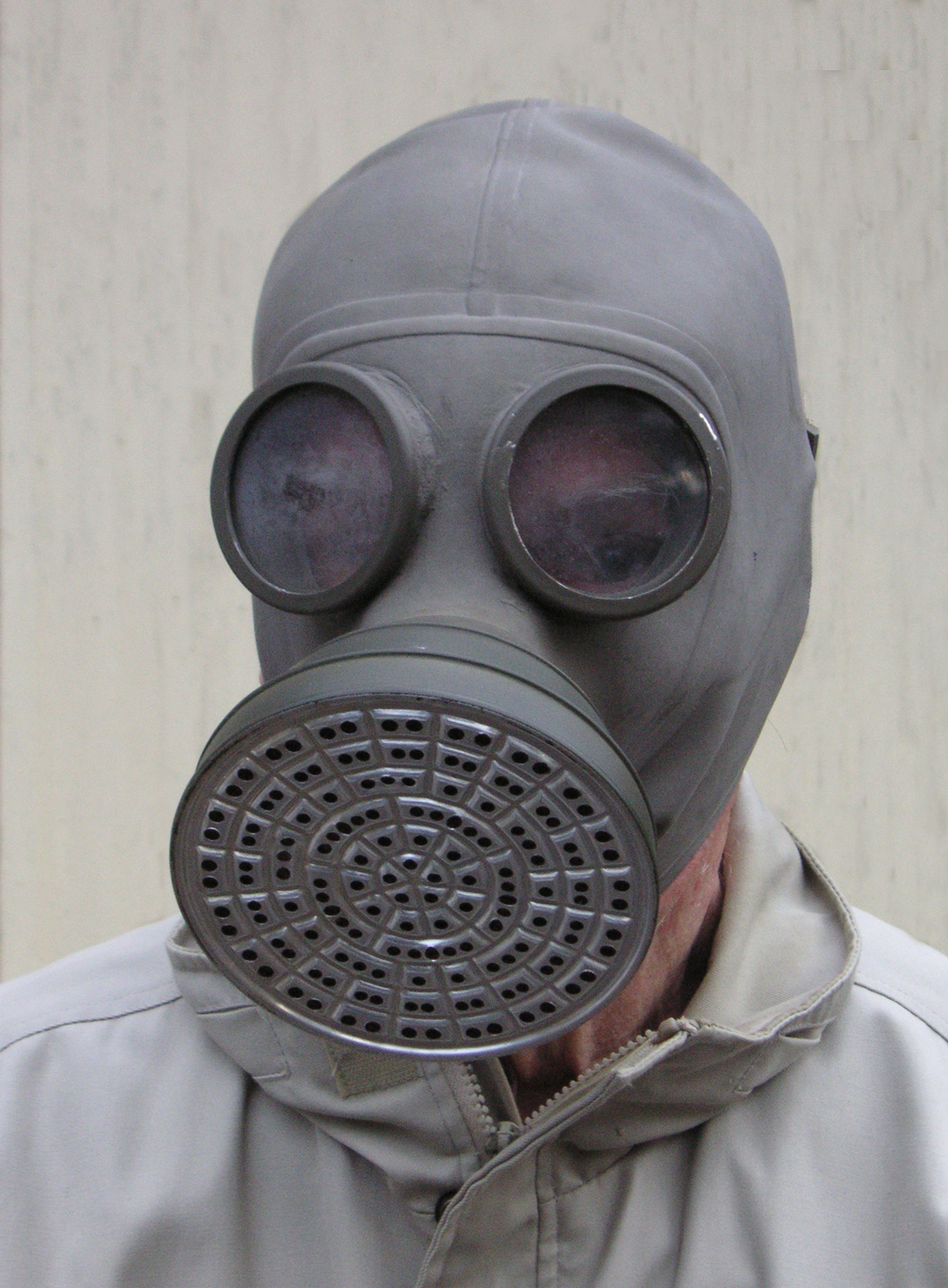
Maschera antigas degli anni '30
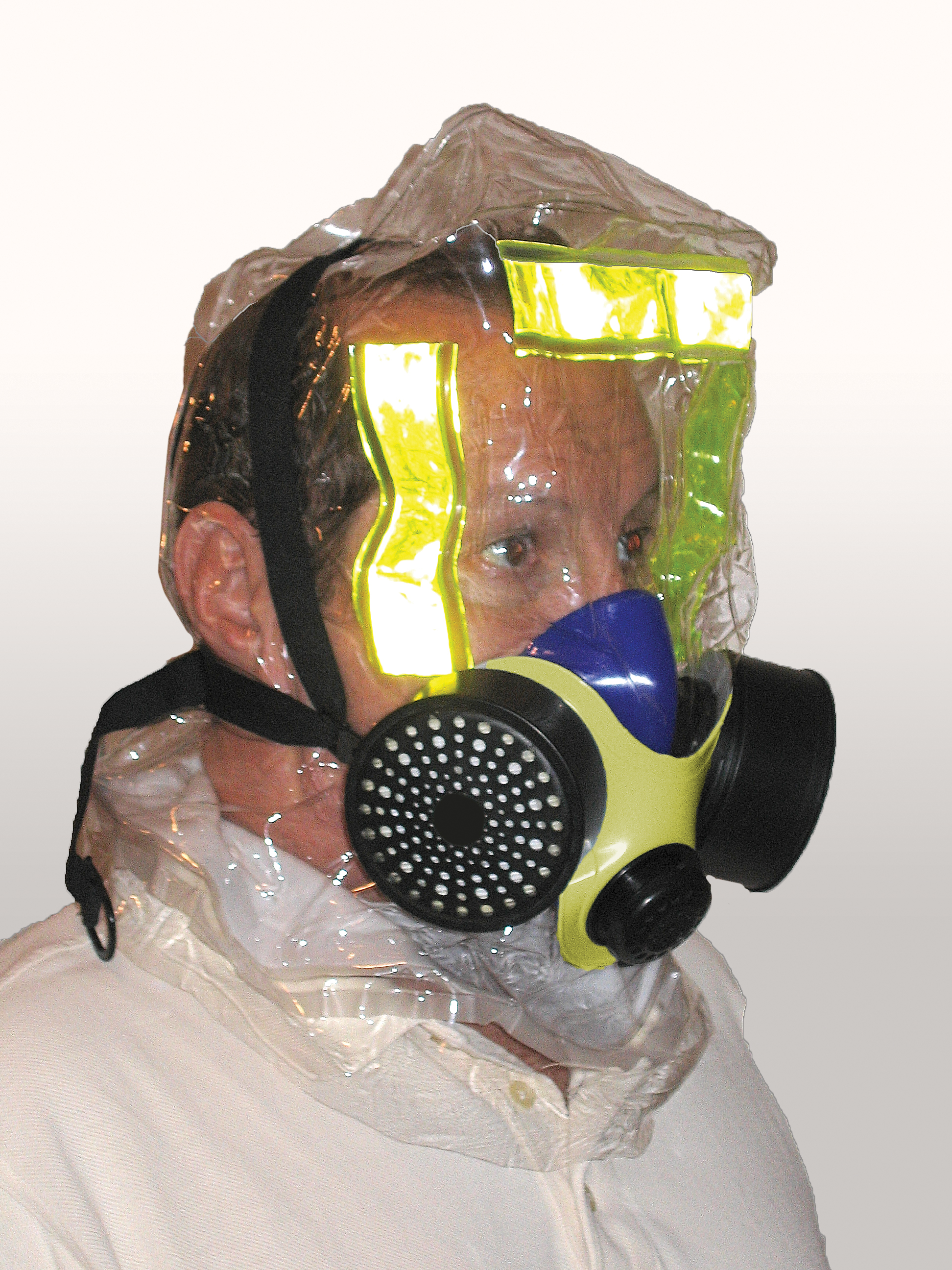
Maschera per fuga da incendi

## Normative e standard

### In Europa
Gli APVR vengono classificati come segue:
- a filtro
  - mascherine antipolvere (filtrante facciale) monouso - norme di conformità EN 149:2001+A1:2009
  - mascherine antipolvere a filtrazione batterica o virale per operatori sanitari (facciale filtrante FFP3 NR) monouso a tre lembi con valvola di esalazione coperta Norma di riferimento: EN 149:2001+A1:2009 e certificazione secondo la EN 14683 in classe II R,  per la protezione da fluidi e schizzi e superamento della prova di efficienza batterica (filtrazione batterica > 98%; resistenza respiratoria ≤ 5mm H2O/ cm2; resistenza agli schizzi  > 120 mm/Hg)
  - semimaschere - norme di conformità EN 140
  - maschere a pieno facciale classe 1 (con bardatura a 4 punti di aggancio) e di classe II (con bardatura a 6 punti di aggancio) con attacco filtri a baionetta e visiera conforme alla norma EN 166 e alla norma di EN 136
- isolanti
  - autonomi (autorespiratori) EN 137
    - a circuito aperto
      - a domanda a pressione positiva
      - a domanda a pressione negativa

    - a circuito chiuso
      - a produzione d'ossigeno
      - ad ossigeno compresso

  - non autonomi (a circuito d'aria respirabile) EN 139
    - con presa d'aria esterna
      - non assistito
      - assistito manualmente
      - assistito con motore

    - ad aria compressa
      - a flusso continuo
      - ad erogazione a domanda con pressione positiva
      - ad erogazione a domanda con pressione negativa

Nell'ambito della Comunità Europea, in quanto dispositivi di protezione individuale, gli APVR destinati ad essere utilizzati in ambito lavorativo devono essere provvisti di marcatura CE ai sensi del Regolamento sui dispositivi di protezione individuale, che richiede diversi obblighi per i fabbricanti, tra cui anche la redazione di apposite istruzioni per l'uso e della dichiarazione di conformità UE (salvo nel caso delle eccezioni indicate nella stessa normativa).

#### Filtri antigas e filtri combinati
I filtri antigas e combinati vengono classificati con una sigla in base alla sostanza che filtrano, con un codice colore e con un numero da 1 a 3 in base alla loro capacità di assorbimento. La classificazione numerica si basa sul quantitativo di gas o vapori che può essere complessivamente bloccata dal filtro durante l’uso e non alla sua efficienza come accade per i filtri per particelle. La quantità di contaminante che il filtro è in grado di assorbire determina la sua durata e non l'efficienza filtrante che è pari al 100% in ogni caso. I filtri della classe 1 hanno la capacità più bassa, mentre quelli della classe 3 hanno la capacità più alta.. Secondo la classificazione riportata dalle norme UNI EN 14387 e UNI EN 529, i filtri antigas sono prodotti nei seguenti tipi:
| Gas filtrati | Lettera                              | Codice colore del filtro |
| --- | ------------------------------------ | ------------------------ |
| Gas e vapori di composti organici con punto di ebollizione > 65 °C, come specificato dal fabbricante              | A                                    | marrone                  |
| Gas e vapori di composti inorganici come specificato dal fabbricante                                              | B                                    | grigio                   |
| Anidride solforosa ed altri gas e vapori acidi come specificato dal fabbricante                                   | E                                    | giallo                   |
| Ammoniaca ed i suoi derivati organici ammoniacali come specificato dal fabbricante                                | K                                    | verde                    |
| Determinati gas e vapori organici con punto di ebollizione ≤65 °C, come specificato dal fabbricante, solo monouso | AX                                   | marrone                  |
| Da utilizzare contro determinati gas e vapori come specificatamente indicati dal fabbricante                      | SX (seguito dal nome della sostanza) | viola                    |
| Mercurio. Questo filtro incorpora un filtro antipolvere P3 e il suo uso deve essere limitato a 50 ore             | Hg-P3                                | rosso/bianco             |
| Ossidi di azoto. Questo filtro incorpora un filtro antipolvere P3 ed è esclusivamente monouso                     | NO-P3                                | blu/bianco               |

Esistono inoltre:
- filtri antigas multipli che sono una combinazione di due o più tipi sopra citati, escluso il tipo SX, e che rispondono ai requisiti di ciascun tipo separatamente;
- filtri combinati antigas o antigas multipli (ABEK(1÷3) P(1÷3)) che includono un filtro antipolvere secondo la EN 143.[8]

Questi filtri basano il loro funzionamento su materiali che, per reazione chimica o catalisi, assorbono le molecole di gas e vapore. Solitamente il materiale assorbente è costituito da granuli di carbone che è stato trattato in modo specifico. A seconda del trattamento chimico della superficie del carbone, questo materiale assorbirà i diversi tipi di gas o vapori.

(Esempio: filtro combinato gas (piccola capacità filtrante) e polvere (alta efficienza di filtrazione): A1P3